# Юрківка (Звенигородський район)
Юркі́вка — село в Україні, у Ватутінській міській громаді Звенигородського району Черкаської області.

## Особливості розташування
Розташоване вздовж річки Шполки, що впадає в Гнилий Тікич. Від районного центру — міста Звенигородки село віддалене на 12 км. Але на місцевості воно насправді злилося з містом Багачеве.
За 2 км розташована повноцінна залізнична станція Багачеве, але в самому селі є зупинний пункт Шахта, де спиняється тільки «дизель» сполученням Умань-Черкаси.
На околиці села виявлено залишки поселення трипільської культури.

## Історія
Назва походить від імені козака Юрка, який збудував хутір у східній частині села. Інша версія: коли монголо-татари, захопивши село, в північно-західній околиці збудували укріплення-юрок.
За архівними даними, слобода виникла близько 1762 року і належала пану Францішеку Подажевському на основі права від Якуба Корицінського. За даними архіву південно-західної Росії, в Юрківці було 746 дворів і 3932 мешканці.
Станом на 1885 рік у колишньому державному селі Богачівської волості Звенигородського повіту Київської губернії мешкало 2023 особи, налічувалось 425 дворових господарств, існували православна церква, школа, 3 постоялий будинки, 10 вітряних млинів і 3 маслобійних заводи.
За переписом 1897 року кількість мешканців зросла до 3591 особи (1747 чоловічої статі та 1844 — жіночої), з яких 3541 — православної віри.
У 1918 році в селі було сформовано загін, який брав участь у Звенигородсько-Таращанському повстанні. Радянська окупація в селі почалась у 1918 році. Першим головою сільської ради окупанти призначили А. В. Лавриченка. В 1921 році утворено комнезам, на чолі з Д. Я. Бабченком. У 1929 році, під час примусової колективізації, на території села створено шість ТСОЗів, у 1930 році — три колгоспи.
Від голодомору 1932—1933 років в селі померло 88 осіб.
На фронтах Другої світової війни воювали 445 мешканців села, 170 з них загинули, 60 нагороджені орденами і медалями. При в'їзді в село встановлено обеліск з меморіальною дошкою молодшому сержанту Герою Радянського Союзу Максиму Коняшкіну, що загинув при відвоюванні Юрківки. За героїзм, проявлений при форсуванні Одеру, мешканцю села М. С. Лєбєдєву присвоєно звання Героя Радянського Союзу. У 1955 році в центрі села збудовано пам'ятник воїнам радянської окупаційної армії.
У 1950 році три колгоспи об'єднали в єдиний — імені Ватутіна. Його керівником довгий час був кавалер Ордена Леніна А. У. Половинко. За господарством було закріплено 2,6 тисяч га сільськогосподарських угідь, в тому числі 2,4 тисячі га орної землі. Виробничий напрямок господарства був — рільництво і тваринництво. Також колгосп мав млин, крупорушку, олійницю, пилораму. Це багатогалузеве господарство мало більш як мільйонні грошові прибутки. У селі було побудовано понад 1000 індивідуальних будинків, школу, фельдшерсько-акушерський пункт, бібліотеку, клуб, пологовий будинок, дитсадок, 4 магазини та інше.
Станом на 1972 рік в селі працювали середня і початкова школи, клуб, три бібліотеки з фондом 12 тисяч книг, два фельдшерсько-акушерські пункти, пологовий будинок.

## Населення
Населення 3023 чоловік (2001) (3,4 тисячі у 1984 р., 4 тисячі у 1972 р.), дворів — 1436.

### Мовний склад
Рідна мова населення за даними перепису 2001 року:
| Мова       | Чисельність, осіб | Доля     |
| ---------- | ----------------- | -------- |
| Українська | 2 948             | 97,52 %  |
| Російська  | 69                | 2,28 %   |
| Інше       | 6                 | 0,20 %   |
| Разом      | 3 023             | 100,00 % |

## Відомі люди
В селі народилися:
- Горянський Євген Костянтинович (1867—1951) — український та російський співак (ліричний тенор).
- Герой Радянського Союзу М. С. Лебедєв.
- Женжеруха Володимир Михайлович (1972—2014) — прапорщик, інструктор з водіння взводу забезпечення навчального процесу військової частини А1414 169-го навчального центру Сухопутних військ ЗС України (Десна). Загинув біля смт Георгіївка під Луганськом.
- Степовик Олександр Васильович (1972—2022) — сержант Збройних Сил України, учасник російсько-української війни.

Працювали:
- Артамонова Віра Климівна (1925—2016) — лікар, завідувала дільничою лікарнею; письменниця.